# Saint-Amand-de-Belvès
Saint-Amand-de-Belvès foi uma comuna francesa na região administrativa da Nova Aquitânia, no departamento Dordonha. Estendia-se por uma área de 6,93 km². Em 2010 a comuna tinha 101 habitantes (densidade: 14,6 hab./km²).
Em 1 de janeiro de 2016, passou a formar parte da nova comuna de Pays-de-Belvès.